# Посмуш
Посмуш (рум. Posmuș) — село у повіті Бистриця-Несеуд в Румунії. Входить до складу комуни Шієу.
Село розташоване на відстані 305 км на північ від Бухареста, 18 км на південь від Бистриці, 78 км на схід від Клуж-Напоки.

## Населення
За даними перепису населення 2002 року у селі проживали 744 особи.
Національний склад населення села:
| Національність | Кількість осіб | Відсоток |
| -------------- | -------------- | -------- |
| румуни         | 572            | 76,9%    |
| цигани         | 166            | 22,3%    |
| німці          | 5              | 0,7%     |

Рідною мовою назвали:
| Мова      | Кількість осіб | Відсоток |
| --------- | -------------- | -------- |
| румунська | 657            | 88,3%    |
| циганська | 80             | 10,8%    |
| німецька  | 5              | 0,7%     |